# Görnitz (Leisnig)
Görnitz ist ein Ortsteil der Stadt Leisnig im Landkreis Mittelsachsen. 1946 hatte der Ort 277 Einwohner. 1936 wurde Zeschwitz eingemeindet. Am 1. Juli 1950 wurde der Ort nach Polkenberg eingemeindet, kam 1999 mit diesem nach Bockelwitz und 2012 nach Leisnig.

## Geschichte
Das Dorf Görnitz ist sorbischen Ursprungs, erkennbar an der Tatsache, dass es noch 1403 Wachkorn ins Vorwerk Tragnitz liefern musste, eine Abgabe, die wohl alle Dörfer zu leisten hatten, die vor der Bildung des Burgwards Leisnig entstanden waren.
Der Ort wird 1274 erstmals genannt bei einer Besitzübertragung an Kloster Sornzig. 1289 verkaufte Ritter Heinrich von Colditz eine Hufe in Gornyzc an das Kloster Buch. 1378 hatte Görnitz jährlich 24 Scheffel Korn und dasselbe in Hafer, dazu ein Küchenrind, an das castrum Leisnig zu liefern. 1548 nennt das Amtserbbuch von Kloster Buch zu Görnitz „8 besessene Mann, davon sind 6 dem Kloster Buch und 2 dem Kloster Sornzig lehen- und zinsbar, darunter sind 4 Pferdner,“ mit 12 Hufen. Das Obergericht war beim Amt Leisnig, das Erbgericht bei den Grundherren.
Der Ort war anfangs nach St. Matthäi in Leisnig gepfarrt, gelangte 1286 an die Kirche Altleisnig und nach der Reformation an die Kirche Tragnitz.